# Bhopal
Bhopāl là thành phố ở miền Trung Ấn Độ, thủ phủ của bang Madhya Pradesh. Thành phố Bhopal nằm ở một giao lộ đường sắt và là một trung tâm thương mại. Các ngành chính của thành phố gồm: vải bông và trang sức. Bhopal là nơi có Taj-ul-Masjid, đền thờ Hồi giáo lớn nhất Ấn Độ. Thành phố có trường đại học thành lập năm 1970 và một nhạc viện. Diện tích thành phố: 308,14 km2, dân số năm 2001: 1.482.718 người.

## Lịch sử
Từ năm 1723 đến 1956, Bhopāl là thủ của bang hoàng thân Bhopāl trước đây. Vào tháng 12 năm 1984 vụ rò rỉ khí gây chết người methyl isocyanate ở một nhà máy hóa chất ở Bhopāl đã khiến cho 3800 người chết. Đây là tai nạn công nghiệp tồi tệ nhất lịch sử thế giới. Năm 1989, sau thời gian kiện tụng, những người chủ nhà máy người Mỹ đã đồng ý trả cho chính phủ Ấn Độ 470 triệu USD. Đổi lại, chính phủ đồng ý huỷ bỏ cáo buộc hình sự chống lại công ty và cựu chủ tịch của nó.